# 坂本真樹
坂本 真樹（さかもと まき，1969年 - ）は，日本の人工知能学者，認知科学者．北海道出身．電気通信大学副学長・大学院情報理工学研究科教授．人工知能先端研究センター副センター長．感性AI株式会社取締役COO．人工知能学会理事，認知科学会役員など歴任. 2020年9月より,内閣府数理・データサイエンス・AI教育プログラム認定制度検討会議構成員就任. 2020年10月より,日本学術会議連携会員就任.。

## 経歴
- 1989年東京都立西高等学校卒業、1993年東京外国語大学外国語学部卒業[1]、1998年東京大学大学院総合文化研究科言語情報科学専攻博士後期課程修了（2000年博士（学術）取得）[1][2]
- 1997年4月、日本学術振興会特別研究員[3]
- 1998年4月、東京大学助手[1][3]
- 2000年4月、電気通信大学電気通信学部講師[1]
- 2004年4月、電気通信大学電気通信学部助教授[1]
- 2004年4月、株式会社電通総研客員研究員兼務
- 2011年4月、電気通信大学大学院情報理工学研究科准教授[1]
- 2011年11月、独立行政法人理化学研究所 客員研究員兼務
- 2014年12月、北陸先端科学技術大学院大学連携アドバイザー兼務[3]
- 2015年4月、電気通信大学大学院情報理工学研究科教授[1]
- 2015年4月、独立行政法人科学技術振興機構専門委員会委員兼務
- 2016年8月、電気通信大学人工知能研究センター副センター長 [1]
- 2018年5月、感性AI株式会社取締役COO [4]
- 2018年6月～20年6月、人工知能学会理事
- 2018年10月、電気通信大学人工知能先端研究センター副センター長[3]
- 2019年5月～2020年3月、第7回日経「星新一賞」最終審査員
- 2019年10月、一般社団法人スマートシティ・インスティテュート　エグゼクティブアドバイザー
- 2020年4月、電気通信大学副学長（広報担当）[3]
- 2020年4月、UECコミュニケーションミュージアム館長 [5]
- 2020年4月、教育研究評議会評議員
- 2020年9月、内閣府数理・データサイエンス・AI教育プログラム認定制度検討会議構成員
- 2020年10月、日本学術会議連携会員
- 2024年6月、ソフトバンク株式会社社外取締役

## 所属学会
情報処理学会（シニア会員）、人工知能学会、日本感性工学会、日本バーチャルリアリティ学会、日本認知科学会、日本認知言語学会，日本広告学会，Cognitive Science Society

## おもな実績

### 受賞
2005年 第3回吉田秀雄賞奨励賞
2007年 第1回エンターテイメントと認知科学シンポジウム発表賞
2010年 第4回エンターテイメントと認知科学シンポジウム発表賞
2012年 IEEE Soft Computing and Intelligent Systems (SCIS) and 13th International Symposium on Advanced Intelligent 
Systems (ISIS) Best Application Award
2013年 ARG Webインテリジェンスとインタラクション研究会第1回ステージ発表賞
2015年2014年 人工知能学会論文賞
2015年 情報処理学会第14回情報科学技術フォーラムFIT奨励賞
2018年 平成29年度電気通信大学優秀教員賞
2019年 日本知能情報ファジィ学会奨励賞

## メディア・著作
メディア
- 「もしAIがいてくれたら」連載（小学館「@DIME」）2021年5月21日 -
- 「AIで言葉と向き合う」が2020年度から採用の小学校6年生の国語教科書（学校図書 刊）掲載
- NHKラジオ「子ども科学電話相談」のコンピュータ・ロボット担当
- Vtuber fuwariの「fuwari channel」運営

著書
- 『坂本真樹先生が教える人工知能がほぼほぼわかる本』（オーム社，2017年）
- 『坂本真樹と考える　どうする？　人工知能時代の就職活動』（エクシア出版，2017年）
- 『感性情報学―オノマトペから人工知能まで―』（コロナ社，2018年）
- 『五感を探るオノマトペ』（共立出版，2019年6月）
- 『ビジュアル解説　基礎からわかるAI』（監修, 高橋書店, 2025年4月）

## 出演番組

### テレビ
- 2015年1月～2020年ごろまで　フジテレビ「ホンマでっか！？TV」
- 2016年11月～2019年3月まで　TOKYOMX「モーニングCROSS」
- 2020年3月　TBSテレビ「未来はココまで来た！」
- 2019年2月　日本テレビ「月曜から夜更かし」
- 2018年5月　BS朝日「クイズ☆モノシリスト」
- 2018年4月　日本テレビ「シューイチ」に
- 2018年3月　TBSテレビ「林先生が驚く初耳学！」
- 2018年1月　BSジャパン「日経プラス10サタデー～ニュースの疑問」
- 2017年12月　フジテレビ「リトルプレゼンター」
- 2017年11月　NHK「探検バクモン」
- 2017年11月　フジテレビ「AI-TV」
- 2017年7月　フジテレビ「もろもろのハナシ」
- 2017年6月　フジテレビ「めざましテレビ」

ラジオ
- 2018年7月　NHKラジオ第一「子ども科学電話相談」準レギュラー

- 2017年10月　ニッポン放送「イマ旬！サタデーナイト」
- 2017年8月　ニッポン放送「辛坊治郎ズームそこまで言うか！」
- 2018年1月　TBSラジオ「THE FROGMAN SHOW AI共存ラジオ好奇心家族」
- 2018年2月　J-WAVE「TOPPAN　Futurism」
- 2018年11月～2019年12月NHKラジオ「深夜便」
- 2019年5月　文化放送「川口技研 presents ～久保純子　My Sweet Home」
- 2024年11月　NHKラジオ第一「子ども科学電話相談」（「コンピュータ・ロボット」）

## その他
- 2025年～　DMMオンラインサロン「生成AIも参加させて本気でダイバーシティ実現について考えるサロン」開始